# Mughalsarai Railway Settlement
Mughalsarai Railway Settlement es  un pueblo y municipio industrial situado en el distrito de Chandauli en el estado de Uttar Pradesh (India). Su población es de 20441 habitantes (2011). 

## Demografía
Según el  censo de 2011 la población de Mughalsarai Railway Settlement era de 20441 habitantes, de los cuales 11090 eran hombres y 9351 eran mujeres. Mughalsarai Railway Settlement tiene una tasa media de alfabetización del 92,79%, superior a la media estatal del 67,68%: la alfabetización masculina es del 97,35%, y la alfabetización femenina del 87,43%.